# Filskov Sogn
Filskov Sogn ist eine Kirchspielsgemeinde (dän.: Sogn) im südlichen Dänemark. Bis 1970 gehörte sie zur Harde Nørvang Herred im damaligen Vejle Amt, danach zur Grindsted Kommune im erweiterten Ribe Amt, die im Zuge der  Kommunalreform zum 1. Januar 2007 in der „neuen“  Billund Kommune in der Region Syddanmark aufgegangen ist.
Im Kirchspiel leben 1019 Einwohner, davon 678 im Kirchdorf Filskov (Stand: 1. Januar 2023). Im Kirchspiel liegt die Kirche „Filskov Kirke“.
Nachbargemeinden sind, im Südosten Grene Sogn, im Süden Grindsted Sogn und im Westen Sønder Omme Sogn, ferner in der nördlich benachbarten Ikast-Brande Kommune Blåhøj Sogn und in der östlich benachbarten Vejle Kommune Give Sogn und Ringive Sogn.